# Juan Carlos Gómez
Juan Carlos Gómez est un boxeur cubain né le 26 juillet 1973 à La Havane.

## Carrière
Passé professionnel en 1995, il devient champion du monde des lourds-légers WBC en battant aux points l'argentin Marcelo Dominguez le 21 février 1998 puis défend 10 fois sa ceinture avant de la laisser vacante en 2002 pour poursuivre sa carrière en poids lourds. Gómez bat alors deux fois Oliver McCall puis Vladimir Virchis mais perd le combat suivant face au champion du monde WBC de la catégorie, l'ukrainien Vitali Klitschko, le 21 mars 2009.